# Première Nation de York Factory
La Première Nation de York Factory, dont le nom officiel est York Factory First Nation en anglais, (ᑭᐢᒋ ᐚᐢᑳᐦᐃᑲᐣ ou Kischi Wáskáhikan en cri, également parfois appelée Première Nation de York Landing et Nation crie de York Factory, est une Première Nation crie dans le Nord du Manitoba au Canada. Elle possède une réserve, York Landing, située le long du fleuve Nelson.

## Histoire
En 1957, les Cris de York Factory ont été relocalisés à York Landing lors de la fermeture du poste de la Compagnie de la Baie d'Hudson.
En 1986, le gouvernement du Canada a transféré 9,674 km2 de terres de réserve à la Première Nation. En 1989, York Landing a reçu le statut officiel de réserve indienne.

## Géographie
La Première Nation de York Factory possède une réserve, York Landing, qui a une superficie de 967,4 hectares, située le long du fleuve Nelson et de la rivière Aiken à 120 km au nord-est de Thompson à environ mi-chemin entre le lac Winnipeg et la baie d'Hudson q.

## Démographie
Les membres de la Première Nation de York Factory sont des Cris. En janvier 2022, la bande avait une population inscrite totale de 1 495 membres dont la majorité, c'est-à-dire 1 025 membres, vivait hors réserve.

## Gouvernance
La Première Nation de York Factory est affiliée au conseil tribal de Keewatin.

## Annexe